# Peștera Cetatea Rădesei
Peștera Cetatea Rădesei este o străpungere hidrologică accesibilă, cu o lungime de peste 260 m.

## Localizare
Peștera se găsește în partea nordică a platoului carstic Padiș în Munții Bihorului, județul Bihor, comuna Pietroasa.

## Drum de acces
Cel mai ușor se ajunge pornind de la cabana Padiș pe traseul marcat cu bandă roșie prin poiana Varașoia.
Traversarea cetăților nu se poate face în timpul ploilor torențiale de vară când debitul pârâului face aproape imposibilă trcerea zonelor înguste.

## Descriere
Intrarea în peșteră se face de pe malul stâng. Are un portal monumental înalt de 15 m, dupa care se ajunge în  Sala Mare luminată prin 4 hornuri. Întraga podea este acoperită de blocurilor mari de stâncă, printre care se strecoară apele cu un vuiet asurzitor formând repezișuri și cascade care trebuiesc trecute. Urmează o zonă îngustă și lipsită de lumină până ajungem în zona de sub Fereastra I, un alt aven care perforeazăpachetul de calcar. Urmează un canion strâmt, lipsit de lumină, cu marmite turbionare tipice de eroziune dupa care se aunge la eșirea în Poiana Rădesei. Traseul parcurs în subteran are 260 m și o denivelare de 36 m.
Nu are formațiuni carstice spectaculoase, dar peștera are un important potențial turistic.

## Arheologie
În peșteră nu au fost făcute săpături arheologice sistematice, dar locul poate oferi surprize.

## Fauna
Au fost identificate exemplare de Myotis myotis și Limonia nubeculoasa.

## Condiții de vizitare
Peștera are un grad de dificultate mediu și nu este recomandată  pe timp ploios. Necesită surse de iluminat.

## Galerie

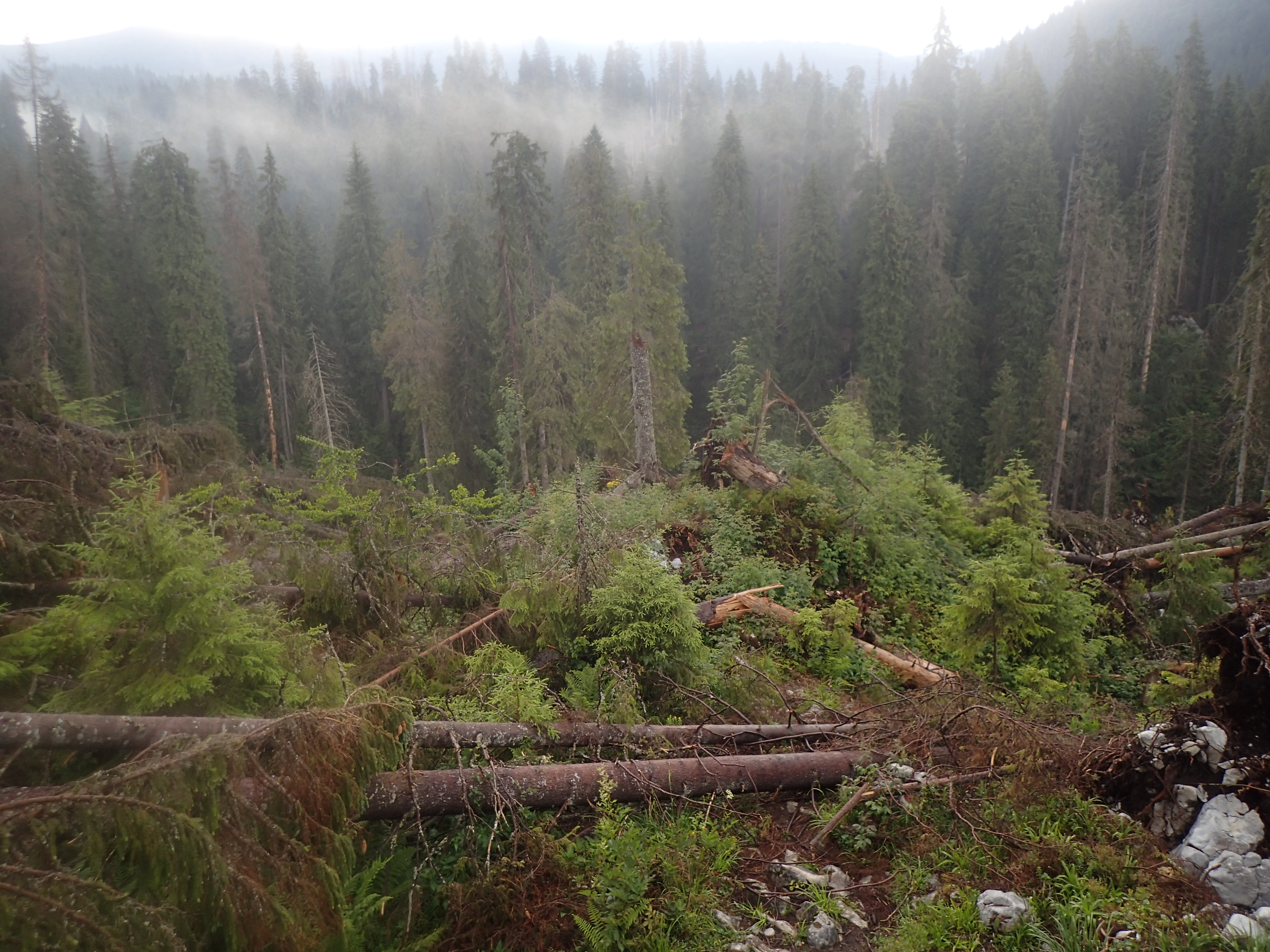
Pădure devastată deasupra peșterii